# Armi a microonde
Le armi a microonde, note anche come Active Denial System (ADS), sono dispositivi non letali sviluppati dalle forze armate statunitensi. Sono potenti trasmettitori di onde millimetriche usate per il controllo della folla (cosiddetto "goodbye effect") o per fermare veicoli. Ufficiosamente, tali armi sono chiamate anche heat ray (raggio di calore). La Raytheon Company è una delle ditte che commerciano queste armi in versione a corto raggio.
Nel 2010, gli ADS sono stati portati in dotazione alle forze statunitensi sul teatro di guerra in Afghanistan, ma sono stati ritirati senza essere mai stati utilizzati. Il 20 agosto 2010 il dipartimento dello sceriffo della contea di Los Angeles annunciò di voler usare, se si fosse rivelato il caso, la tecnologia ADS contro i detenuti del centro di detenzione di Pitchess.
Si stanno sviluppando, con tecnologie avanzate, anche armi a microonde ad alta potenza (HPM).

## Effetti
L'ADS funziona emanando un potente (100 kW) fascio di radiazioni elettromagnetiche nella forma di onde millimetriche ad alta frequenza (95 GHz, lunghezza d'onda di 3,2 mm) Allo stesso modo in cui le microonde cucinano il cibo, queste eccitano le molecole d'acqua e di grasso del corpo umano scaldandole e causando intenso dolore che aumenta, così come fa la temperatura, fin quando vi è puntato il fascio di microonde che però agisce anche su tutto quello si trova davanti o dietro l'oggetto (o la persona), eccetto per materiali simili alla carta argentata con cui, teoricamente, possono essere fatti indumenti per proteggersi dagli ADS.
Molti aspetti degli ADS sono secretati, ma l'Air Force Research Laboratory (AFRL) ha fatto valutazioni indipendenti da quelle del costruttore. In accordo con quanto rilasciato al pubblico, ci sono stati più di 10 700 "spari" scaturiti dagli ADS che sono stati giudicati idonei all'utilizzo. La Pennsylvania State University ha pubblicato un documento, seguito ad una ricerca, dimostrante l'interazione dei cosmetici applicati sulla pelle con i fasci di microonde, l'assenza di danni al sistema riproduttore maschile, la scarsa probabilità di formazione di tumori, l'assenza di difetti alla nascita per i figli dei colpiti e, come unico danno, la comparsa di vescicole della dimensione di un pisello in meno dello 0,1% della parte esposta. Lo studio concluse affermando che gli ADS non sono armi letali.
Gli ADS sono installate solo su veicoli, anche se sia il corpo dei Marine che la polizia USA stanno lavorando su sistemi portatili.

## Storia

### Contratti
Il 22 settembre 2004, la Raytheon ottenne una licenza dalla Federal Communications Commission (FCC) per mostrare la tecnologia ADS a forze di polizia e militari e ad organizzazioni per la sicurezza.
Il 4 ottobre 2004 il dipartimento della Difesa degli Stati Uniti rese pubblica la seguente informazione sul contratto:

### Dimostrazioni e dispiegamento in Afghanistan

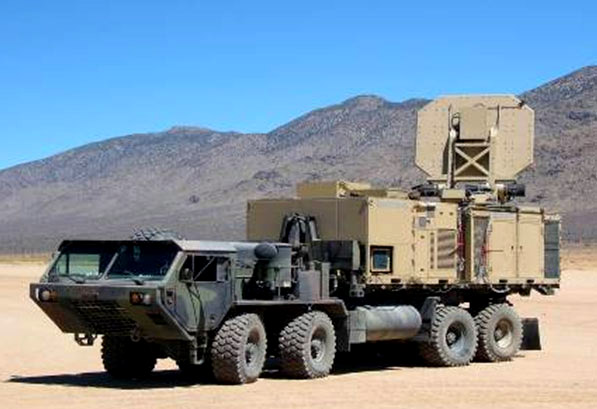
Versione operativa di un ADS (settembre 2008)

Un sistema d'arma ADS completamente operativo e installato su un veicolo venne mostrato e provato il 24 gennaio 2007 alla Moody Air Force Base (Georgia). Un corrispondente della Reuters si offrì volontario per essere colpito dal fascio di microonde e descrisse la sensazione "simile allo scoppio di un forno molto caldo, troppo dolorosa da sopportare senza una copertura".
Nel giugno 2010 il tenente colonnello John Dorrian, portavoce delle forze NATO comandate dal generale Stanley McChrystal, confermò via e-mail alla giornalista del Wired Magazine Noah Shachtman che gli ADS erano stati portati in Afghanistan, ma che non erano ancora stati utilizzati. Gli ADS sono stati ritirati dal servizio in Afghanistan il 25 luglio 2010. Un portavoce del dipartimento della Difesa USA disse che tale decisione era stata presa dai comandanti sul campo in Afghanistan.

## IlSilent Guardian
La Raytheon ha sviluppato una versione più piccola di ADS, il Silent Guardian. Questo modello in scala ridotta è pensato soprattutto per agenzie di sicurezza e forze militari. Il sistema, con una portata utile fino a 550 m, si controlla grazie a un joystick e a un piccolo schermo.
L'autorità competente per le prigioni della contea di Los Angeles ha installato questi sistemi nei tetti delle sue strutture detentive.
Michael Hanlon, un volontario che si sottopose al "fuoco" del Silent Guardian,  descrisse l'esperienza paragonandola "più o meno al tocco di un cavo incandescente, senza calore, con la sola sensazione di calore". La Raytheon affermò che il dolore cessava non appena veniva fermato il fascio di microonde, ma Hanlon sostenne che le sue dita formicolavano anche ore dopo l'esposizione alle microonde.